# Döbritschen

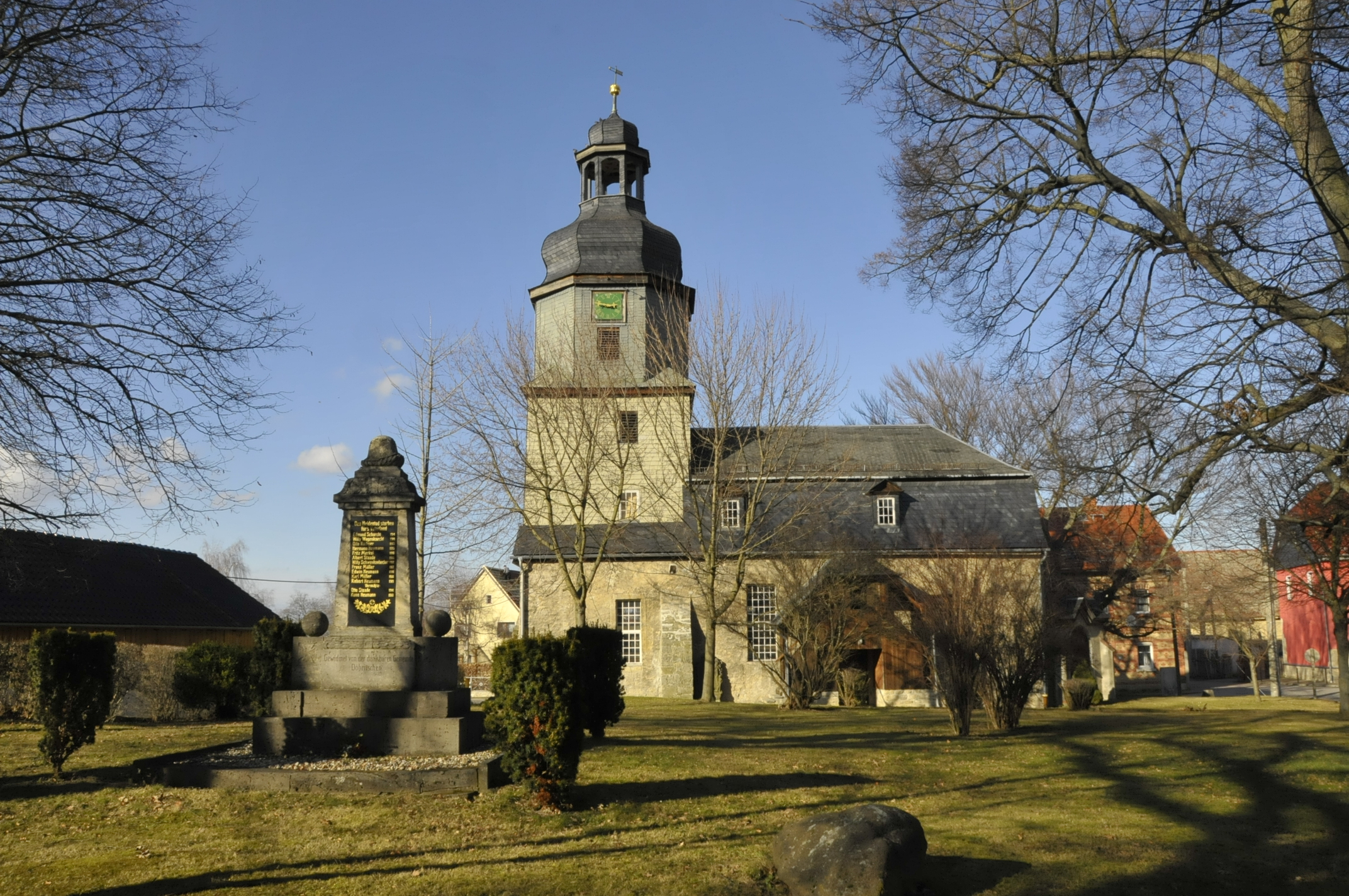
Kirche mit Kriegerdenkmal

Döbritschen ist eine Gemeinde im Süden des Landkreises Weimarer Land und Teil der Verwaltungsgemeinschaft Mellingen in Thüringen. Sie besteht aus den Orten Döbritschen und Vollradisroda.

## Geografie
Döbritschen befindet sich am Fuß der Nordabdachung des Steinhügels, einem Ausläufer der westlichen Muschelkalkhänge des Saaletals um Jena im Übergang zu der Ackerebene bei Mellingen und Weimar. Dagegen hat Vollradisroda nur am Nordrand des Weilers freien Zugang zur Feldmark. An den anderen Seiten steht der Wald bis zum Weiler an.

## Geschichte
Funde weisen auf eine Besiedlung des Ortes seit der Jungsteinzeit hin. Die erste urkundliche Erwähnung des Ortes erfolgte im Jahr 1190. 1290 war das Dorf im Besitz der Familie der Schenken von Döbritschen. 1332 ging Döbritschen von den Schenken von Nidda in den Besitz der Grafen von Weimar-Orlamünde über. Die mitten im Dorf liegende damalige Wasserburg war ein mittelalterlicher Herrensitz und 45 × 80 m von einem Wall mit schützendem Graben umgeben. Sie wurde 1450 zerstört. Auf dem Wall ist die Dorfkirche aufgebaut worden. Später folgten die Grafen von Lichtenhain, später die Vitztume von Apolda sowie das Kloster Kapellendorf. Im frühen 19. Jahrhundert wurde Döbritschen Kammergut des Großherzogtums Sachsen-Weimar-Eisenach. Die Domäne mit 96 ha bewirtschaftete 1923 Albin Gellert. Döbritschen war ein herzogliches Kammergut, welches Oskar Hensoldt 1846 in Bezug auf die Grenzen zum Mühltal und zum Forst in der Flur Jena zeichnete. Verwaltungsmäßig gehörte der Ort zunächst zum Verwaltungsbezirk Apolda im Großherzogtum Sachsen-Weimar-Eisenach und ab 1922 zum Landkreis Stadtroda im Land Thüringen. Ab 1950 lag es im Landkreis Jena bzw. ab 1952 im Kreis Weimar-Land im Bezirk Erfurt.
Der Ortsteil Vollradisroda wird erstmals 1311 als „Volradesrode“ erwähnt, der Name bedeutet Rodungssiedlung eines Vollrad. Das Dorf wurde im Sächsischen Bruderkrieg zerstört und erst nach 1700 wieder teilweise besiedelt. Es war seit dem 19. Jahrhundert Vorwerk des Kammergutes Döbritschen. Um 1900 hatte Vollradisroda 38 Einwohner. Am 16. Oktober 1923 wurde Vollradisroda nach Döbritschen eingemeindet.

## Wirtschaft und Infrastruktur

### Verkehr
Die Landesstraße 1060 wird über einen Verbindungsweg erreicht.

### Wasser und Abwasser
Döbritschen ist langjähriges Mitglied beim Wasserversorgungszweckverband Weimar. Zum 1. Januar 2024 ist die Gemeinde Döbritschen dem Zweckverband JenaWasser beigetreten, der die Aufgabe der Abwasserbeseitigung übernimmt.

## Kultur und Sehenswürdigkeiten
- Die evangelische Kirche ist eine rechteckige, verputzte und massive Saalkirche von 1583. Sie hat einen westlichen, stattlichen Dachturm auf dem Mansarddach des Umbaus von 1723. Ende des 19. Jahrhunderts wurde eine polygonale, neugotische Apsis angebaut und innen ausgemalt. Im Inneren zeigt sich ein flaches Holztonnengewölbe und eine eingeschossige Empore sowie der Rest eines Kanzelaltars aus dem 18. Jahrhundert. Die Glocke von 1518 ist von Heinrich Ziegler aus Erfurt. Sie läutet gemeinsam mit einer 1933 von Franz Schilling Söhne (Apolda) gegossenen Bronzeglocke.[5]
- Reste der ehemaligen Befestigungsanlage aus dem 12. Jahrhundert

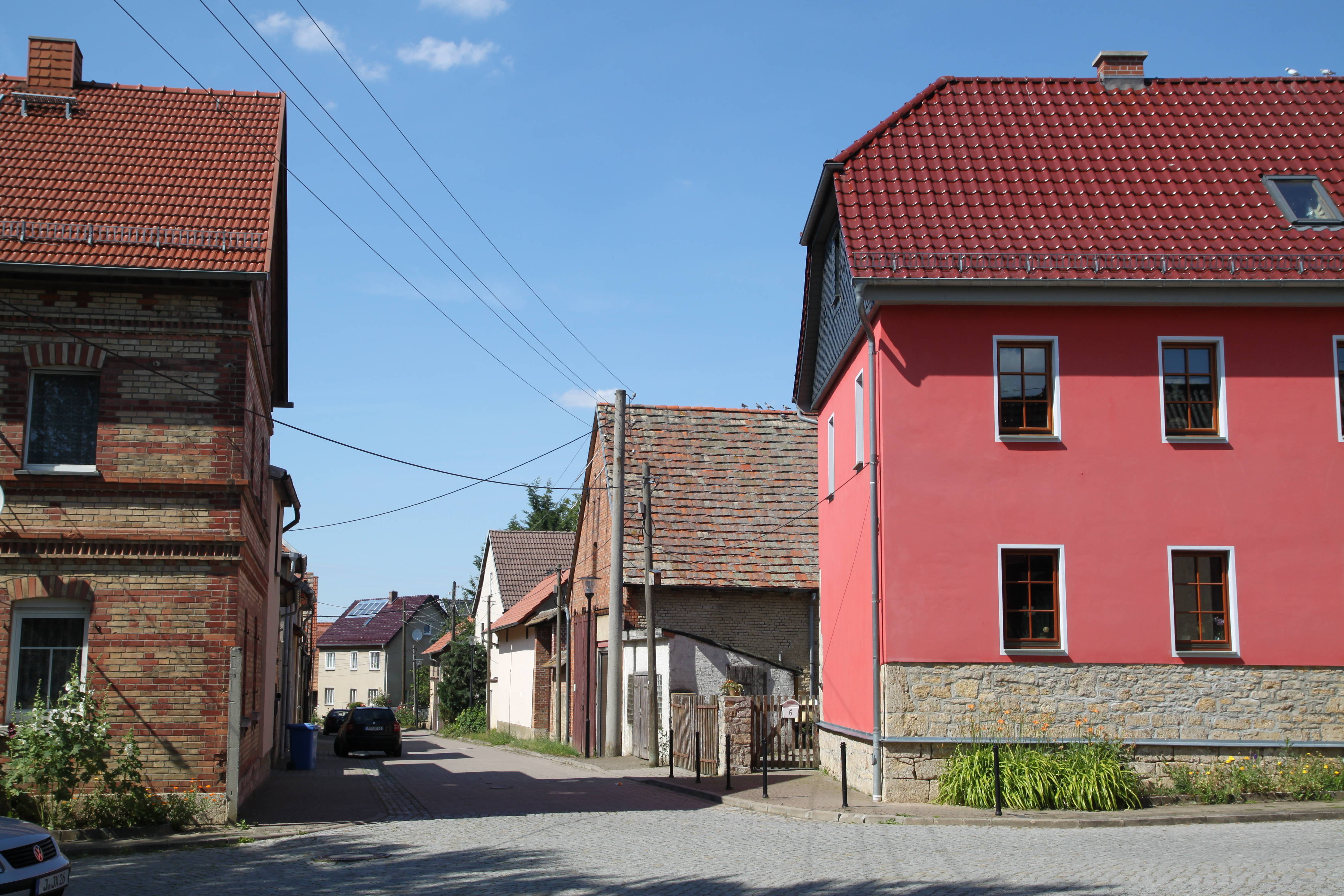
Dorfstraße in Döbritschen
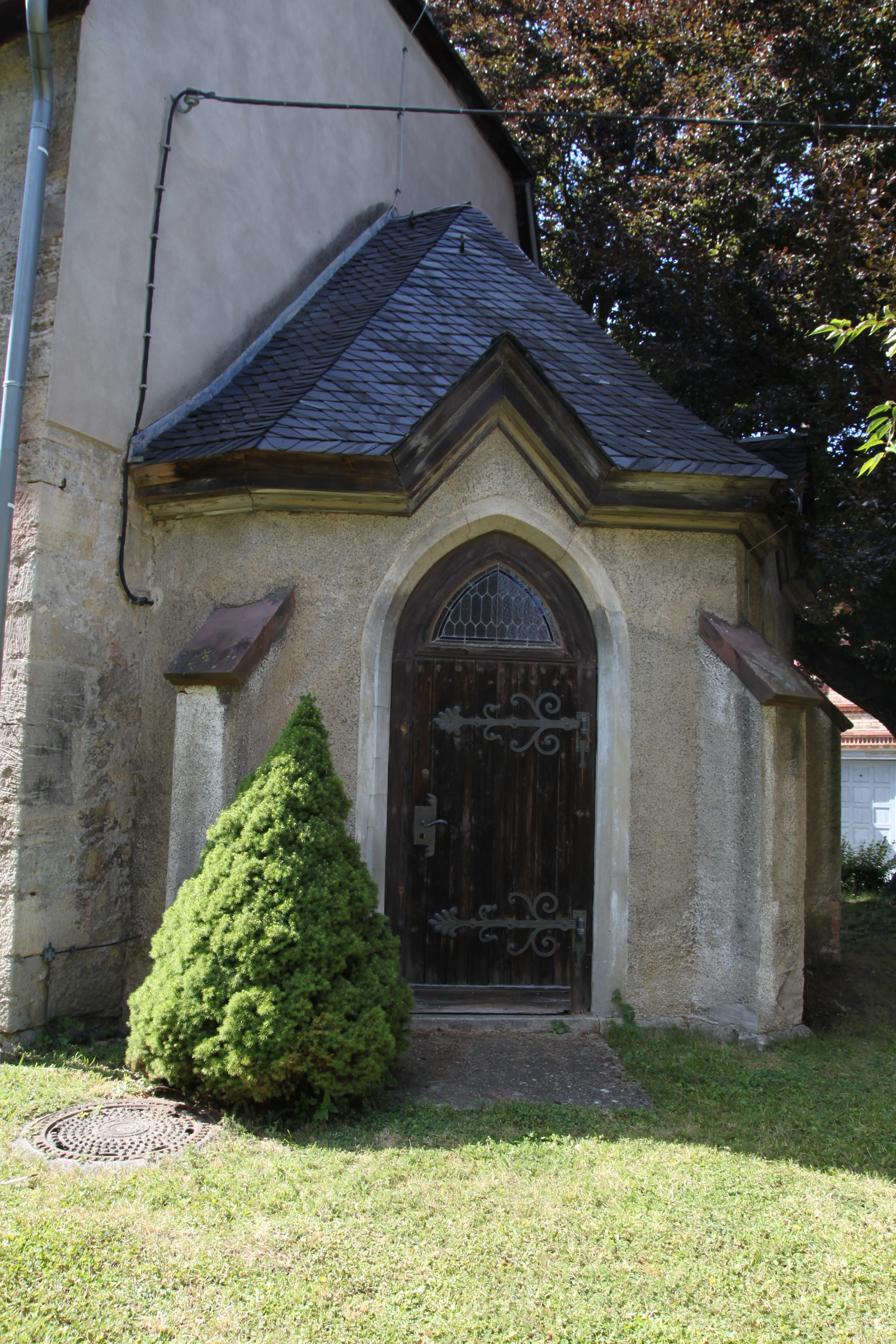
Apsis an Dorfkirche
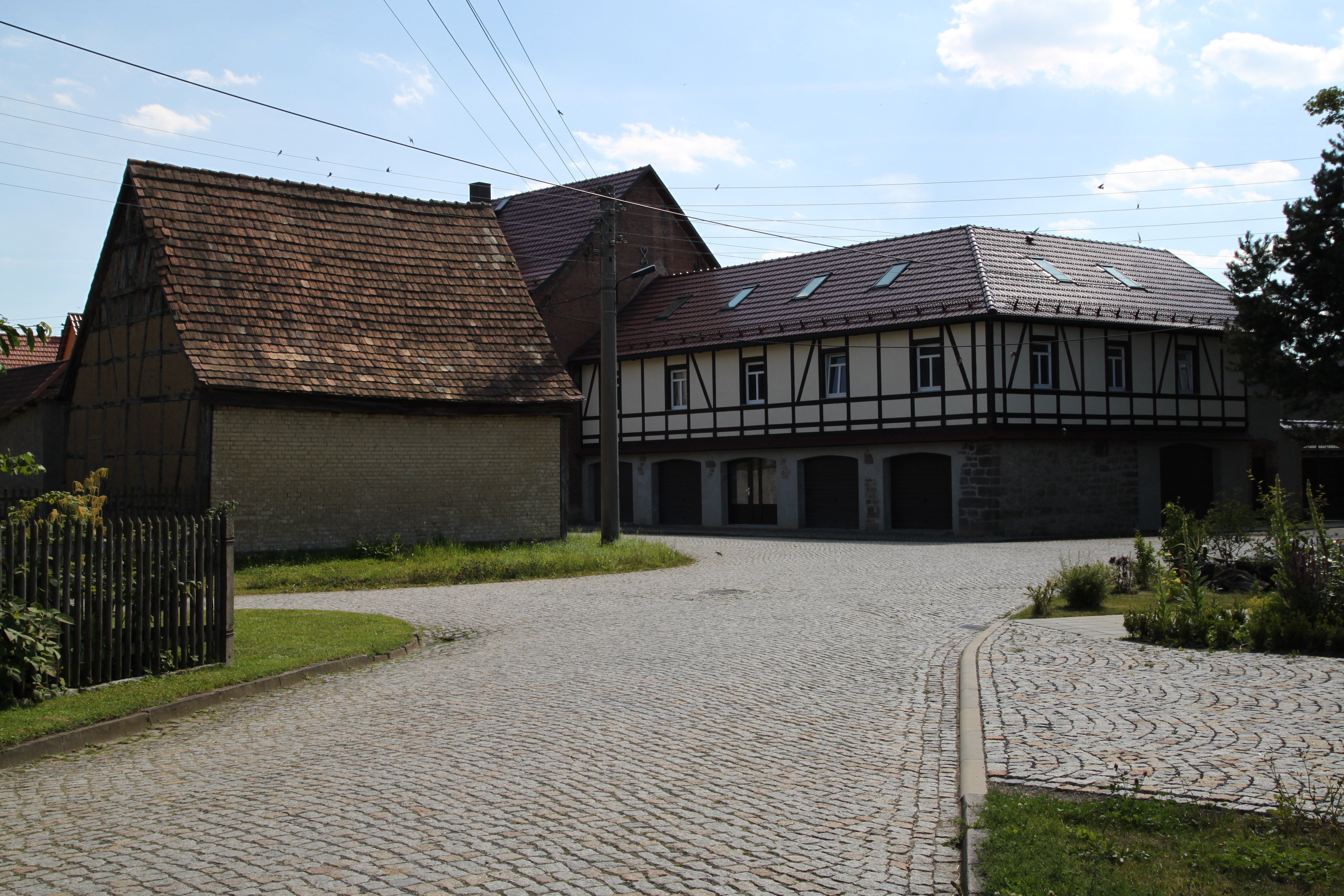
Dorfansicht von Döbritschen
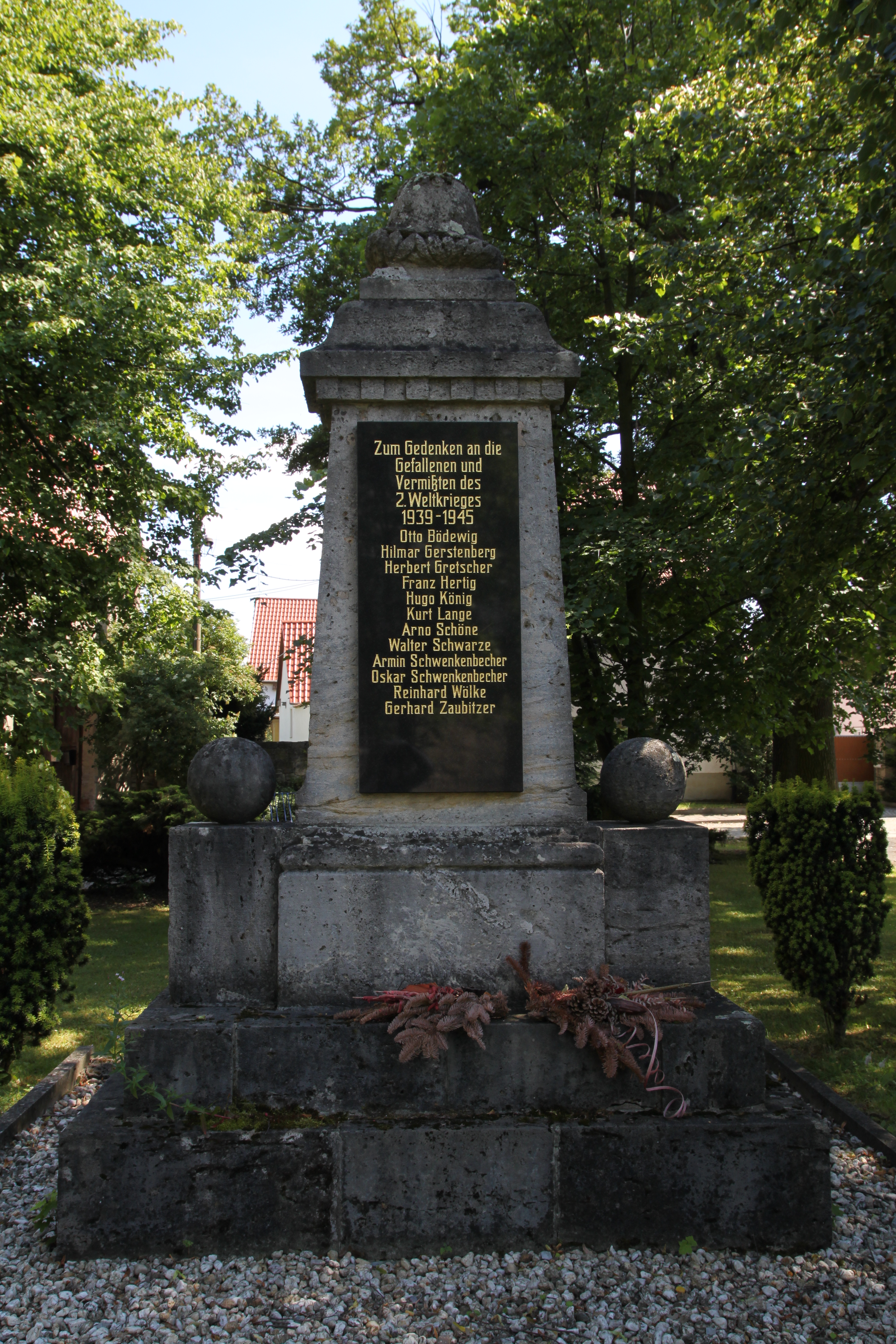
Kriegerdenkmal in Döbritschen

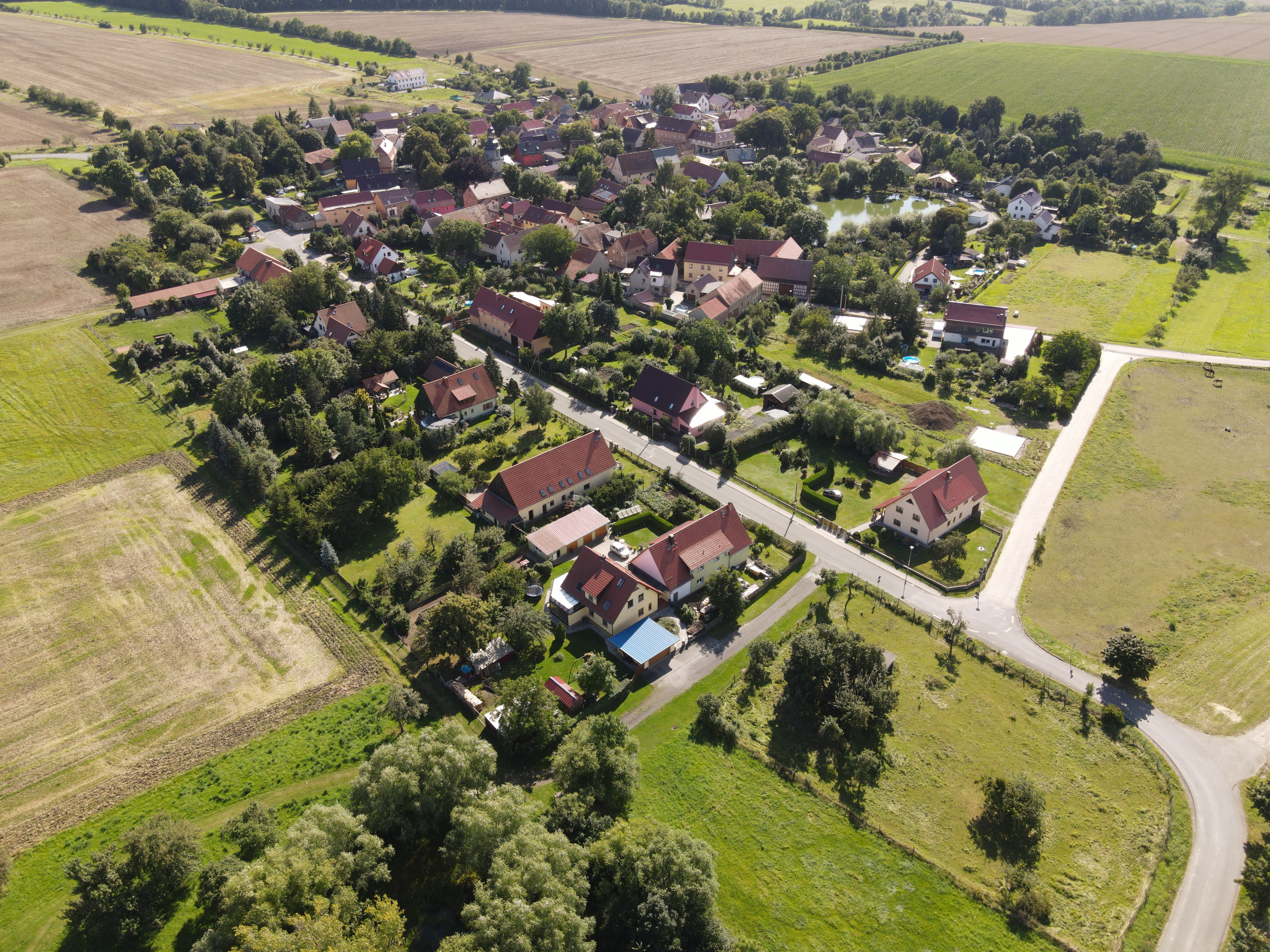
Döbritschen-Vogelperspektive